# Thomas Bach
Thomas Bach (sinh 29 tháng 12 năm 1953 tại Würzburg, Đức) là một luật sư và cựu vô địch đấu kiếm Olympic người Đức. Bach là Chủ tịch thứ 9 và hiện tại của Ủy ban Olympic quốc tế (IOC), và là cựu thành viên Ban điều hành Deutscher Olympischer Sportbund (DOSB)...

## Sự nghiệp đấu kiếm
Bach là cựu kiếm thủ của Fencing-Club Tauberbischofsheim. Ông thi đấu tại Thế vận hội Mùa hè 1976 ở Montreal, Canada, và giành Huy chương vào đồng đội nội dung kiếm liễu, đại diện cho Tây Đức. Một năm sau, ông giành chức vô địch thế giới tại Giải vô địch thế giới ở Buenos Aires, Argentina.

## Chủ tịch DOSB
Thomas Bach là Chủ tịch của Deutscher Olympischer Sportbund (DOSB), trước khi trở thành Chủ tịch IOC. Ông từ chức vụ đứng đầu tại DOSB ngày 16 tháng 9 năm 2013, nơi ông làm Chủ tịch từ năm 2006. Thay thế ông là Alfons Hörmann, nhưng vẫn tiếp tục là thành viên Ban điều hành DOSB. Thêm vào đó, ông cũng từ chức vụ đứng đầu Phòng Thương mại và Công nghiệp Ả Rập-Đức Ghorfa. Bach tuy vậy vẫn tiếp tục đứng đầu Michael Weinig AG Company, một công ty trong ngành công nghiệp máy móc thiết bị chế biến gỗ có trụ sở chính tại quê hương của Bach ở Tauberbischofsheim, Đức 
Bach đứng đầu chiến dịch vận động đăng cai Thế vận hội Mùa đông 2018 của Munich. Trong cuộc bỏ phiếu lựa chọn chủ nhà, Munich chỉ giành được 25 phiếu thua thành phố được chọn Pyeongchang với 63 phiếu.

## Chủ tịch IOC

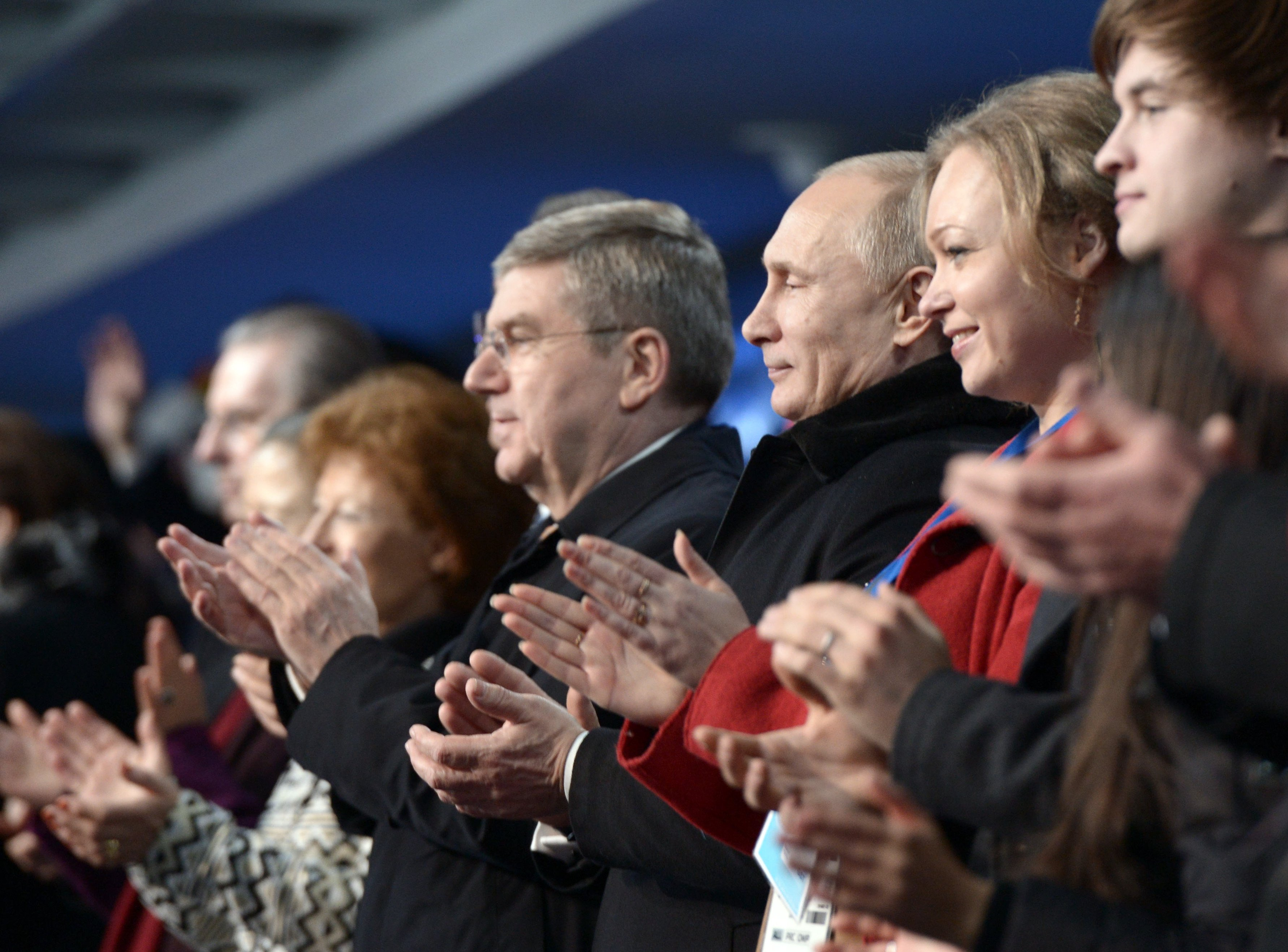
Thomas Bach cùng Tổng thống Putin tại lễ khai mạc Thế vận hội Mùa đông 2014.

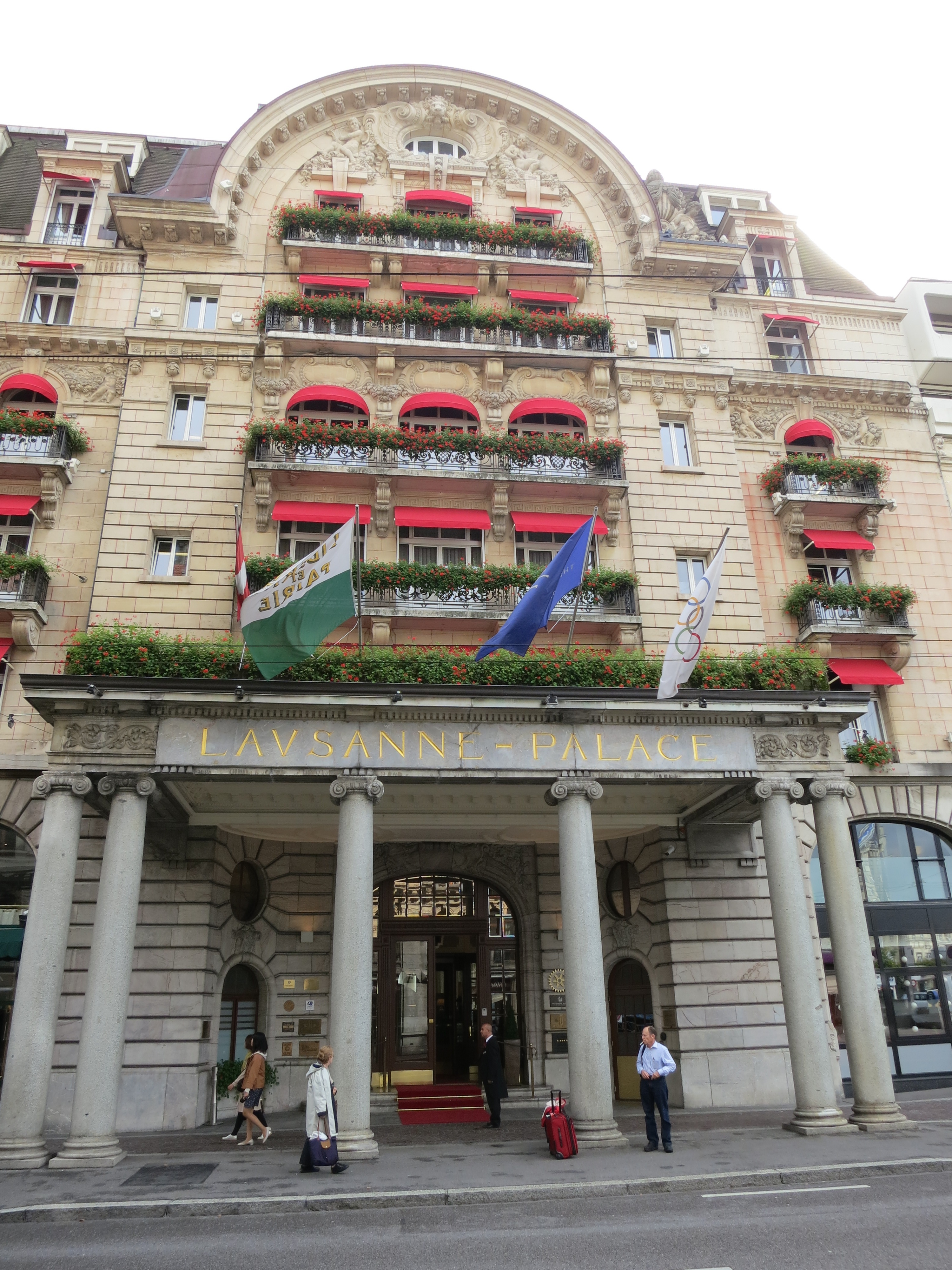
Cũng như Juan Antonio Samaranch và Jacques Rogge, Thomas Bach sống tại Lausanne Palace khi ông ở Lausanne.

Ngày 9 tháng 5 năm 2013, Bach xác nhận tranh cử chức Chủ tịch của Ủy ban Olympic quốc tế.
Bach được bầu trong nhiệm kỳ tám năm chức Chủ tịch IOC tại Kỳ họp thứ 125 của IOC tại Buenos Aires ngày 10 tháng 9 năm 2013. Ông giành được 49 phiếu trong vòng bầu cuối cùng, giúp ông có đa số phiếu cần thiết. Ông kế nhiệm Jacques Rogge người là Chủ tịch IOC từ 2001 tới 2013. Bach sẽ được quyền tranh cử thêm một nhiệm kỳ bốn năm nữa tại Kỳ họp thứ 133 của IOC từ 2021 tới 2025.
Bach đã vượt qua năm ứng cử viên khác, Sergey Bubka, Richard Carrión, Ng Ser Miang, Denis Oswald và Wu Ching-Kuo. Dưới đây là kết quả bầu:
| Bầu Chủ tịch IOC thứ 9 | Bầu Chủ tịch IOC thứ 9 | Bầu Chủ tịch IOC thứ 9 |
| ---------------------- | ---------------------- | ---------------------- |
| Ứng cử viên            | Vòng 1                 | Vòng 2                 |
| Thomas Bach            | 43                     | 49                     |
| Sergey Bubka           | 8                      | 4                      |
| Richard Carrión        | 23                     | 29                     |
| Ng Ser Miang           | 6                      | 6                      |
| Denis Oswald           | 7                      | 5                      |
| Wu Ching-kuo           | 6                      | —                      |

Sau khi được bầu làm Chủ tịch IOC, Bach tuyên bố muốn thay đổi quá trình vận động đăng cai Thế vận hội và ưu tiên việc phát triển bền vững. make sustainable development a priority. Ông cảm thấy rằng quá trình hiện nay "quá nhiều, quá sớm". Cuộc vận động đăng cai đầu tiên dưới thời ông làm Chủ tịch sẽ là Thế vận hội Mùa đông 2022. Những thành phố được công bố vào tháng 11 năm 2013 và thành phố chủ nhà, Bắc Kinh, được bầu tại Kỳ học thứ 128 của IOC tại Kuala Lumpur, Malaysia, vào tháng 7 năm 2015.
Bach chính thức chuyển tới văn phòng chủ tịch IOC Presidential tại Trụ sở IOC ở Lausanne, Thụy Sĩ, ngày 17 tháng 9 năm 2013, một tuần sau khi được bầu làm Chủ tịch. Ông nói được tiếng Anh, Đức, Pháp và Tây Ban Nha.02:16, ngày 8 tháng 10 năm 2024 (UTC)

## Huân chương
- Tiến sĩ danh dự Universidad Católica de Murcia.[15]
- Grand cordon de l'Ordre national du Mérite sportif của Tunisia ngày 12 tháng BA 2016.[16]